# Mariusz Pilis
Mariusz Arkadiusz Pilis – polski reżyser, scenarzysta filmowy, dziennikarz i korespondent wojenny, autor filmów dokumentalnych. Członek Stowarzyszenia Dziennikarzy Polskich.

## Życiorys
Urodził się w Zawierciu. W 1987 ukończył Technikum Hutnicze im. St. Staszica w Zawierciu. Studiował filologię polską na Uniwersytecie Jagiellońskim w latach 1987–1992. Czynnie zaangażowany w działalność opozycji antykomunistycznej. 1987/89 członek NZS i Komisji Uczelnianej NZS Uniwersytetu Jagiellońskiego. Autor filmów dokumentalnych o Kaukazie, Rosji, Azji Środkowej i Bliskim Wschodzie. Współpracownik wielu telewizji, m.in. TVP, TVN, duńskiej TV2, holenderskiej VPRO oraz brytyjskich BBC i Channel 4. Pracował jako korespondent TVP na Ukrainie. Pomysłodawca i pierwszy dyrektor TVP Info. Autor filmu dokumentalnego List z Polski ukazującego międzynarodowe tło katastrofy smoleńskiej. Był to pierwszy polski dokument o Katastrofie Smoleńskiej. List z Polski powstał na zamówienie holenderskiej telewizji publicznej VPRO, gdzie został wyemitowany w październiku 2010. Film nigdy nie miał premiery w Polsce. W internecie miał ponad 4 miliony odsłon.. Na podstawie wywiadów przeprowadzonych na potrzeby filmu powstała książka List z Polski. W marcu 2013 powstał - Bunt Stadionów, który w internecie miał ponad 1,5 miliona odsłon. Nigdy nie doczekał się premiery telewizyjnej w Polsce. Poprzez obserwację środowisk kibiców piłkarskich w Polsce film opowiada o buncie młodego pokolenia i jego wpływie na sytuację polityczną i społeczną w kraju. W 2014 Stowarzyszenie Dziennikarzy Polskich nagrodziło film i reżysera Pierwszą Nagrodą im. St. Żeromskiego za najlepszy film dokumentalny o problematyce społecznej. W 2018 jego dokument „Teraz i w godzinę śmierci” został nominowany w kategorii „najlepszy film”, do prestiżowej nagrody na Międzynarodowym Festiwalu Filmów Katolickich „Mirabile Dictu” – nazywanym katolickim Oscarem
Od stycznia do września 2016 był dyrektorem Telewizyjnej Agencji Informacyjnej.
W 2017 tworzył w PAP jako Redaktor Naczelny, Redakcję Opinii i Komentarzy. W tym samym roku został członkiem Zarządu Głównego Stowarzyszenia Dziennikarzy Polskich.
W 2018/2019 – współtwórca i lider projektu INFO WILNO – Polskiej Telewizji Lokalnej dla Polaków na Wileńszczyźnie, projektu rządu Rzeczypospolitej Polskiej który przyjął później nazwę TVP WILNO.
W 2020 odznaczony Srebrnym Krzyżem Zasługi.
W 2025 odznaczony przez prezydenta Rzeczpospolitej Polskiej Krzyżem Kawalerskim Orderu Odrodzenia Polski: "za wybitne osiągnięcia w podejmowanej z pożytkiem dla kraju działalności zawodowej i społecznej, za zasługi dla wolnej Polski"
Od sierpnia 2025 roku jest dyrektorem programowym telewizji wPolsce24.

## Filmografia
- Allah Akbar znaczy Bóg jest wielki (debiut reżyserski) (1995) (Czeczenia) – reżyseria i scenariusz
- ...albo śmierć (1996) (Czeczenia) – reżyseria i scenariusz
- Pocztówka z Samaszek (1996) (Czeczenia) – reżyseria
- Cena prawdy (2001) (Kaukaz, Czeczenia) – reżyseria i scenariusz, producent
- Wesele w kołchozie „Komunizm” (2002) (Tadżykistan) – reżyseria i scenariusz, producent
- Gruzja – zabić prezydenta (2002) (Gruzja) – reżyseria i scenariusz, producent
- Barbarzyńcy (2002) (Afganistan, Pakistan, Katar, Azerbejdżan, Gruzja) – reżyseria i scenariusz
- Gorbaczow w Szwajcarii (2002) (Kirgistan) – reżyseria i scenariusz
- Urodziny Prezydenta (2002) (Azerbejdżan) – reżyseria i scenariusz
- Gra w Irak cz.1 i cz.2 (2003) – reżyseria i scenariusz
- The Smell of Paradise (Zapach raju) (2004) – reżyseria i scenariusz, producent
- Sen (2004) (Czeczenia) – reżyseria i scenariusz
- Dzień zwycięstwa (2005) (Czeczenia) – reżyseria i scenariusz, producent
- Dżihad – cztery odcinki (2005) reżyseria i scenariusz, producent
- Chechnya – The Dirty War (Czeczenia – brudna wojna) (2005)[12] – reżyseria i scenariusz, producent
- Exit Afghanistan („Wyjść z Afganistanu”) (2010)[13] – reżyseria i scenariusz, producent
- Brief uit Polen (List z Polski) (2010) – reżyseria i scenariusz, producent
- Futbol i kraty (2012) – reżyseria i scenariusz, producent
- Bunt stadionów (2013) – reżyseria i scenariusz, producent
- Teraz i w godzinę śmierci – (2017)[14] – scenariusz i reżyseria, producent
- Sprawiedliwość (2020) – scenariusz, reżyseria, producent
- Skrzywdzeni. O Polakach i Żydach (2021) – reżyseria, scenariusz, producent
- Węgry. Ukryty Płomień (2021) – reżyseria, scenariusz, producent
- Litwa. W Cieniu Wieży – (2021) – scenariusz, producent
- Po Co Nam Ten Przekop (2021) – reżyseria, scenariusz, producent
- Ukraina. Rok Wojny (2022) – scenariusz, reżyseria, producenty
- Biełsat. Misja Wolność – (2023) – reżyseria, scenariusz, produkcja
- 2021-2023 – seria 36 filmów dokumentalnych „PEŁNY OBRAZ” (tematyka Current Affairs) – producent
- 2022/23 – Korona Gór Polski – seria telewizyjna
- 21.37 – (2025) – reżyseria, scenariusz

## Publikacje
- List z Polski (współautor – Artur Dmochowski), Zysk i S-ka, Poznań 2011, ISBN 978-83-7506-811-5.
- Upadek Rzeczypospolitej (autor), http://sim.bossbyte.com/index.php/upadek-rzeczypospolitej.html

## Nagrody
- Nagroda im. Janusza Krupskiego na XII Międzynarodowym Festiwalu Filmowym NNW za film „Sprawiedliwość”, 2020[15]
- Główna Nagroda Wolności Słowa przyznawana przez Stowarzyszenie Dziennikarzy Polskich, za film „Sprawiedliwość”, 2020[16]
- Wyróżnienie specjalne Krajowej Rady Radiofonii i Telewizji, XVI Ogólnopolski Niezależny Przegląd Form Dokumentalnych NURT, za film Exit Afghanistan, 2010[17]
- „Nagroda im. Kazimierza Dziewanowskiego” za rok 2002 przyznana przez Stowarzyszenie Dziennikarzy Polskich za film Cena prawdy (wraz z nim współautor Marcin Mamoń)[18]
- Główna nagroda „Korzenie”, V Międzynarodowy Festiwal Telewizyjnych Filmów i Programów Etnicznych „U siebie – At Home”, za film Cena prawdy, 2001[19]
- „Nagroda im. Stefana Żeromskiego” za rok 2013 przyznana przez Stowarzyszenie Dziennikarzy Polskich za film Bunt stadionów[3]